# Kavachi
Kavachi é um vulcão submarino localizado a 25 Km ao sul da ilha Vanguru, nas Ilhas Salomão. É um dos vulcões mais ativos do Pacífico.

## Características
É um estratovulcão submarino, de rocha andesito e basalto, que seu topo se encontra a 20 metros abaixo do nível do mar e sua base se espalha pelo fundo do oceano, a 1.200 metros de profundidade. Suas erupções são frequentes, com explosões freatomagmáticas que ejetam vapor, cinzas e bombas incandescentes, formando ilhas temporárias de até 1 Km de comprimento.

## História
Seu nome foi dado em referência ao deus do mar dos povos Gatokae e Vangunu. Antes da primeira erupção registrada, ocorrida em 1939, moradores das ilhas próximas relataram ter visto fogo na água.
Em 2015, durante uma expedição ao vulcão, foi observado que, além de várias espécies de peixes que vivem na cratera do vulcão, também encontraram tubarão-martelo e o tubarão-seda vivendo no local.
Entre agosto de 2022 e janeiro de 2023, plumas de água de coloração amarelo-esverdeada foram registradas por imagens de satélites.